# Замок Тромра

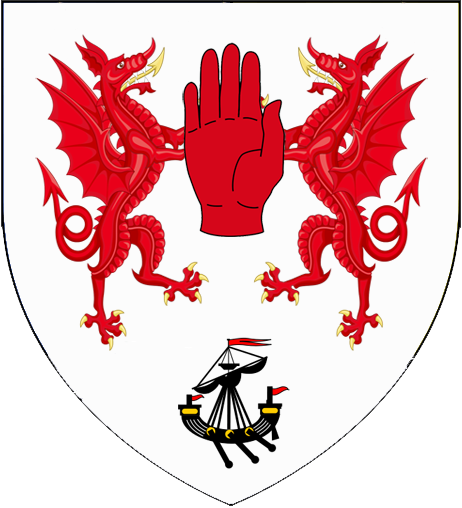
Герб вождів клану О'Флахерті.

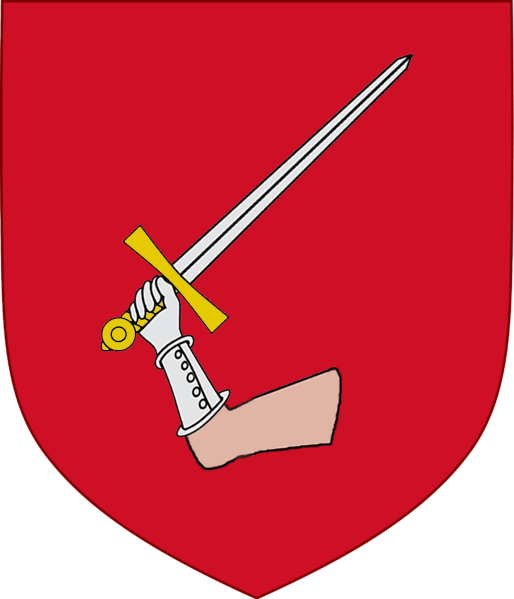
Герб королівства Томонд.

Герб вождів клану О'Браєн.

Замок Тромра (англ. Tromra Castle) — один із замків Ірландії, розташований в графстві Клер, на березі океану. Замок добре простежується з океану, а також зі скель Мохер, Каллан та Кіннард або з фортеці Кагермерфі. Назва походить від ірландських слів Тра Мор Рое — «Велика Дорога Ікри».

## Історія замку Тромра
Замок Тромра баштового типу, збудований з місцевого каменю — з плит вапняку. Замок нині лежить в руїнах. Кімнати мають склепіння. Були колись кам'яні сходи, які зараз дуже пошкоджені. У східній частині вежі є окремі кімнати, до яких колись вели спіральні сходи. Кімнати і сходи мали вихід до бійниць. Замок зазнав штурму в 1642 році і ще тоді був сильно пошкоджений.
Більша частина забудови замку — це забудова XV століття, але це лише результат перебудови замку — сам замок був побудований тут набагато раніше. У 1215 році король Англії, який в той час не мав ніякої влади в королівстві Томонд, що володіло цими землями дарував цей замок архієпископу Кашеля і землі навколо нього, що тоді називалися Дунмугіда чи Доу, чи Дунмор. У 1420 році ірландський ватажок О'Гудрін називає своїми володіннями зеилі Ібрікан, Ідудкулхі, Фуманейн, Фйдунмал, Тренманах, Тромрах, два острови в морі під назвою Ініскерех (острів Овець) та Інісматайл (острів Барана), що раніше належали Донхаду Кайрбреху О'Браєну.
Ще відомо, що в ХІІІ столітті замком володів гостинний Тейге Алуйнн О'Браєн. У 1276 році король Томонду Торлух Мор О'Браєн шукав собі притулок на ніч, коли йшов вздовж берега у пошуках допомоги в боротьбі з кланом Мак Магон, коли його скинутий з трону дядько — Браєн О'Браєн повернув собі владу в Томонді. Імовірно, що резиденція Тейге була міцним кам'яним замком.
Нащадки Тейге володіли островами Аран, де спорудили замок Інішер. Ця гілка клану походила від Тейге Гле — сина Дермота О'Браєна — короля Манстеру в 1120 році. Вони заснували низку монастирів та храмів — в Кіллені та на островах Аран в 1460 році. Сусідами їх був клан О'Майллі, що мали девіз «Terra marique potens» — «Потужні земля і море». Вони були досвідченими моряками і громадяни міст Ґолвей платили їм данину — дванадцять бочок вина щороку за захист їх міст від піратів. Спілка між цими кланами та містами Ґолвей тривала протягом XIV—XVI століть — майже 300 років. Грізними піратами біля берегів Ірландії на той час був клан О'Флахерті, що викликав жах на всіх Британських островах. Наприкінці правління королеви Англії Єлизавети І клан О'Флахерті вигнав клан Тейге з більшості їх земель, захопив острови Аран.
У 1588 році клан Тейге хотів знайти підтримку в королеви Англії, але марно — це був час походу «Непереможної армади» на британські острови і королева шукала спілки з будь-ким, навіть з піратами. Один із кораблів «Непереможної армади» розбився під час шторму саме біля замку Тромра.
Судячи з усього, замком Тромра в XV столітті деякий час володів Турлу (або Шейн) Мак Кон.
У 1642 році в замку відбулась подія, пов'язана з Едмондом О'Флахерті, якого рекомендували на службу королю архієпископ Туам та Френсіс Блейк. Після завершення служби він шукав собі якусь більш войовничу кар'єру, помишляв стати піратом, точніше флібуст'єром — в ті часи королі наймали ватаги піратів для того, щоб вони грабували кораблі ворожих держав. За його словами замком тоді володів «містер Ворд — чесний джентльмен, не знаю якого він віросповідання і нації, ніколи про нього раніше не чув». Ці його слова можна поставити під сумнів. Едмонд спрядив кораблі та екіпажі і готовий був відпливти з бухти біля замку Тромра. Але гарнізон замку серед ночі відкрив по них вогонь і багато людей було поранено. Ця подія сколихнула жителів графства Клер, вони підняли повстання і почали вбивати представників королівської влади та англійських колоністів. Граф Томонд та Данієль О'Браєн зробили все можливе, щоб зберегти мир. Тейге О'Браєн, Донох О'Браєн, МакДермот Тромра, ФіцПатрік, сенешаль Томонд Ібрікан та інші об'єднали свої зусилля з кланом О'Флахерті. По всьому графству тривала війна та різанина, О'Флахерті наказав своїм людям берегти життя людей в парафіях, але марно, знищували представників англійської влади та англійських колоністів. Особливу ненависть у повстанців викликали Ворди. Джон — один із синів Пітера Ворда побачив, що опір є справою безнадійною, закликав свого батька здатися і почати переговори з кланом О'Флахерті. На що той відповів: «Я не буду здаватися всіляким там Бел'ю та Шруеллам!»
Ірландські повстанці відпустили двох молодших синів Пітера Ворда та двох його дочок і дружину, щоб вони покинули місце боїв і поїхали в безпечні для них місця. Але вони відмовились і залишилися в замку. Повстанці почали штурмувати замок. Джордж Ворд зітнувся в двобої з Сорреллом Фолоном і отримав смертельне поранення і помер 20 квітня. У середу вранці місіс Алсон Ворд виглянула у вікно замку і в неї влучила куля — йшла перестрілка. Ворд у відчаї відрив двері замку і кинувся зі зброєю на штурмуючих і був вбитий. Всі решті захисники замку здалися. Вони були передані Річарду Вайту з Кілмурі, а потім змогли виїхати в Дублін. Тіла Пітера, Елсона, Джорджа Вордів були поховані біля замку.
Даніель О'Браєн Доу, кому не вдалося зберегти свою сім'ю, поховав своїх близьких в церкві біля Кілмуррі.
Серед прихильників О'Флахерті теж виник конфлікт. Якийсь Джон Браун був вкрай незадоволений своєю часткою військової здобичі і став запеклим ворогом О'Флахерті. Він зрадив повстанців і став шпигуном на користь корони Англії. Боротьба з повстанцями О'Флахерті тривала 11 років. На придушення повстання були кинуті війська, шукали загони О'Флахерті в пустельній місцині Ренвайл, але марно. Раптом вони почули каркання ворон над лісом. Солдати обшукали ліс і знайшли в ущелині двох людей, що майже помирали з голоду — це були О'Флахерті та його дружина — дочка сера Крістофера Гарві з Легінха, що в графстві Мейо. О'Флахерті доставили в Ґолвей, там судили і стратили. На відміну від самого О'Флахерті англійська влада не помилувала полонених.
У 1652 році замок Тромра отримав у власність граф Томонд. Але потім замок передали у власність полковнику Кері Діллону, потім Роберту Діксону. Потім замок дістався Семюелю Бертону. У 1712 році замок належав місіс Алісі Бертон, що була родичкою Генрі — графа Томонд.